# ساتورو کیتاوکا
ساتورو کیتاوکا (انگلیسی: Satoru Kitaoka؛ زادهٔ ۴ فوریهٔ ۱۹۸۰) ورزشکار هنرهای رزمی ترکیبی اهل ژاپن است. وی از سال ۲۰۰۰ میلادی تاکنون مشغول فعالیت بوده‌است.